# Cyclamen colchicum
Cyclamen colchicum là một loài thực vật có hoa trong họ Anh thảo. Loài này được (Albov) Albov mô tả khoa học đầu tiên năm 1898.

## Hình ảnh

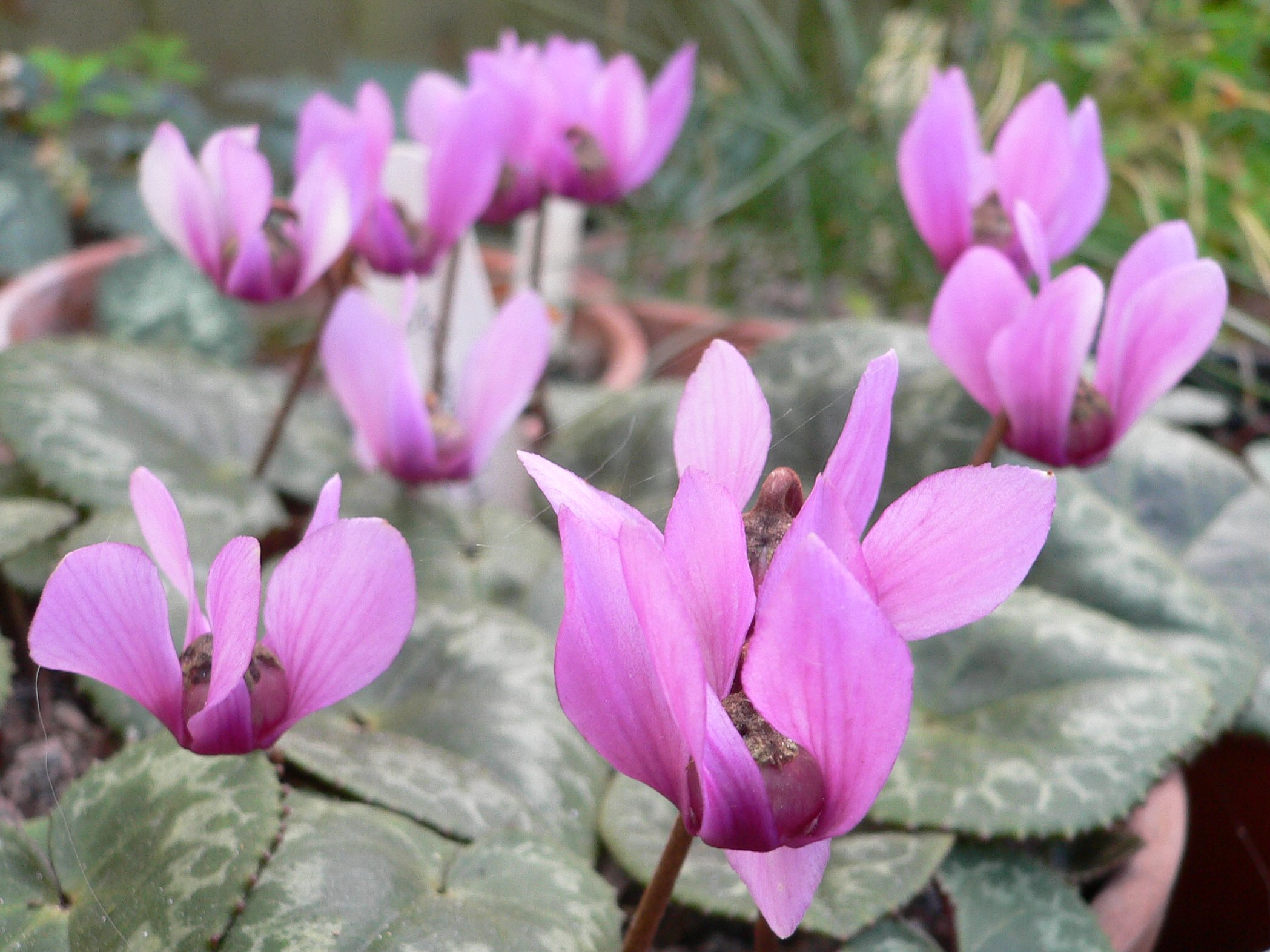
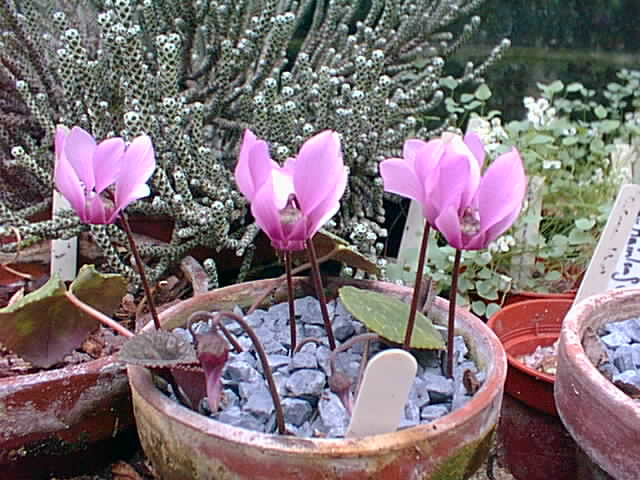